# Rhynchodemus cameliae
Rhynchodemus cameliae is een platworm (Platyhelminthes). De worm is tweeslachtig. De soort leeft in of nabij zoet water.
Het geslacht Rhynchodemus, waarin de platworm wordt geplaatst, wordt tot de familie Geoplanidae gerekend. De wetenschappelijke naam van de soort werd voor het eerst geldig gepubliceerd in 1914 door de Zwitserse parasitoloog Otto Fuhrmann. Het is een van de nieuwe soorten die hij verzamelde op zijn expeditie samen met Eugène Mayor naar Colombia in 1910. De soort werd gevonden in de koffieplantage Cafetal La Camelia nabij Angelópolis, waar ze zich verborg onder stenen. Het is een kleine soort, slechts 12 mm lang en niet meer dan 0,5 mm dik.